# Place de l'Indépendance (Basseterre)
Pour les articles homonymes, voir Place de l'Indépendance.
La place de l'Indépendance (Independence Square en anglais) est la place centrale de Basseterre, capitale de Saint-Christophe-et-Niévès.

## Caractéristiques
La place de l'Indépendance est située dans le centre de Basseterre (Saint-Christophe-et-Niévès), à deux rues de la zone portuaire. Elle prend la forme d'un trapèze d'environ 120 m de long sur 110 m de large. Il s'agit d'un espace non-bâti, abritant un parc urbain. Son tracé reprend celui de l'Union Jack, drapeau de l'ancien colonisateur britannique : deux chemins traversent la place en diagonale, un 3e horizontalement en son milieu, le dernier verticalement. Au centre de la place trône une fontaine en pierre comportant trois personnages féminins de style grec et un petit enfant. Le parc est recouvert de pelouse et comporte plusieurs espèces d'arbres.
La co-cathédrale de l'Immaculée-Conception s'élève à l'est de la place.

## Historique
Basseterre est fondée en 1627. Jusqu'au début du XVIIIe siècle, le lieu actuellement occupé par la place est un simple pâturage à la périphérie de la ville, comme le souligne une carte réalisée par Pierre Bour, un arpenteur français, en 1714. L'île de Saint-Christophe est cédée par la France à la Grande-Bretagne en 1713. En 1750, le gouvernement colonial britannique adopte une loi afin d'acquérir le lieu, pour y favoriser la construction d'un palais de justice. Sous le nom de Pall Mall Square, la place devient rapidement le centre administratif, commercial et social de Basseterre. Elle est alors également le site d'un marché aux esclaves ; ces derniers, en provenance d'Afrique, sont temporairement cantonnés dans le sous-sol d'un bâtiment situé au sud de la place. Les maisons de rue qui l'entourent sont édifiées au milieu du XVIIIe siècle, mais beaucoup d'entre elles sont détruites par au cours du temps, par suite de catastrophes environnementales ou d'incendies ; le palais de justice et la bibliothèque publique, situés sur la place, sont d'ailleurs détruits de cette façon (et reconstruits par la suite).
En 1953, L. R. Volonterio, surintendant des travaux publics, améliore grandement l'aspect de la place. Les allées sont recouvertes de béton puis de dalles. Les petits parterres de fleurs et les petites allées en gravier entourant la fontaine centrale sont remplacés par des parterres plus grands et des allées pavées conçues par Volonterio lui-même.
En 1995, les ouragans Luis et Marilyn détruisent la plupart des plus grands et plus vieux arbres de la place. Ceux-ci sont remplacés par des ficus, des frangipaniers et d'autres espèces. L'un des arbres les plus intéressants plantés est un grand palmier tallipot, situé près du coin nord-ouest. Ces palmiers, originaires du Sri Lanka, poussent lentement et vivent pendant trente à soixante ans, fleurissant une fois dans leur vie avant de mourir. L'arbre de la place fleurit en 2006.
Pall Mall Square est renommée à l'occasion de l'indépendance de Saint-Christophe-et-Niévès le 19 septembre 1983.